# Eva Navarro
Eva María Navarro García (Yecla, 27 gennaio 2001) è una calciatrice spagnola, attaccante del Real Madrid e della nazionale spagnola.

## Carriera

### Nazionale
Navarro inizia ad essere convocata dalla Federcalcio spagnola dal 2016, indossando per la prima volta la maglia delle Furie Rosse con la formazione Under-17, chiamata dalla selezionatrice María Antonia Is in occasione delle qualificazioni all'Europeo di Bielorussa 2016, debuttando nel torneo UEFA il 4 maggio, poco più che quindicenne, scendendo in campo da titolare nell'incontro pareggiato 2-2 con la Germania prima di essere rilevata dalla quasi omonima Lorena Navarro. In seguito il tecnico federale la impiega in un'altra occasione della seconda fase e decidendo poi di inserirla in rosa con le ragazze che accedono alla fase finale. Pur non venendo più impiegata, condivide con le compagne il percorso della sua nazionale che vede la Spagna raggiungere la finale con le tedesche pari età persa solamente ai rigori.
Data la sua giovane età questo è solo il primo impegno a livello europeo con questa giovanile. Grazie al risultato all'Europeo la squadra si qualifica anche al Mondiale di Giordania 2016, e ottenuta la fiducia di María Antonia Is Navarro viene qui impiegata con regolarità, scendendo in campo in tutti i sei incontri disputati dalla Spagna e andando a segno sia nella fase a gironi, dove dopo aver siglato la rete del parziale 2-0 nella vittoria con la Germania (2-1) è determinante per il passaggio del turno con la rete che pareggia il risultato con il Messico, sia nella finalina del 21 ottobre dove, battendo 4-0 il Venezuela, la sua nazionale raggiunge il 3º posto.
Navarro rimane in quota sia per le successive qualificazioni all'Europeo di Repubblica Ceca 2017, per lei una rete su 5 presenze nella fase finale, con la Spagna che perde ai rigori la finale con la Germania, e festeggiando il quarto titolo continentale all'Europeo di Lituania 2018 grazie anche alle sue 6 reti su 5 presenze, quota che la rende la seconda miglior marcatrice per quell'edizione dietro alla tedesca Shekiera Martinez (8 reti). Il risultato consente nuovamente alla Spagna di accedere, come per ogni anno pari, al Mondiale di Uruguay 2018. Anche in questo caso Navarro è inserita in rosa, dando il suo contributo scendendo in campo in tutti i sei incontri, siglando 2 reti, e condividendo con le compagne la conquista del loro primo mondiale di categoria.
Nel frattempo il tecnico federale Pedro López decide di convocarla con la formazione Under-20 che affronta Mondiale di Francia 2018. In quell'occasione Navarro scende in campo in tutti i sei incontri disputati dalla Spagna, condividendo il percorso con le compagne che vede la sua nazionale concludere al primo posto il gruppo C nella fase a gironi, superare ai quarti di finale la Nigeria con il risultato di 2-1, poi, per 1-0, le padrone di casa della Francia in semifinale, ed infine giungere alla finale del 24 agosto, dove davanti agli oltre 5 400 spettatori dello Stade de la Rabine di Vannes il Giappone, battuto nella fase iniziale, riesce in questo caso a vincere l'incontro per 3-1, aggiudicandosi il suo primo titolo mondiale U-20.
Del 2019 è anche la sua prima convocazione in Under-19, anche questa affidata a Pedro López, in occasione del Torneo di La Manga, dove dopo avervi debuttato il 28 febbraio nella vittoria per 2-1 con l'Inghilterra affianca alcune presenze in amichevole a quelle nel corso della fase élite di qualificazione all'Europeo di Scozia 2019. Dopo aver ottenuto la qualificazione alla fase finale e aver segnato una doppietta alla Serbia, López la impiega in tutti i quattro incontri disputati dalla Spagna fino alla semifinale persa 3-1 ai supplementari con la Francia. Rimasta in quota anche per le successive qualificazioni all'Europeo di Georgia 2020, gioca i primi tre incontri della prima fase, dove contribuisce al passaggio del turno con una tripletta nella vittoria per 14-0 sul Kazakistan oltre che una rete nel 3-1 sull'Islanda, tuttavia a causa della pandemia di COVID-19, con la squadra che aveva passato il turno alla prima fase, il torneo viene sospeso dalla UEFA.
Entrata nel frattempo nel giro della nazionale maggiore, il commissario tecnico Jorge Vilda decide di convocarla nella primavera 2019 per valutare nuove giocatrici in vista del Mondiale di Francia 2019. In quell'occasione Navarro ha fatto il suo debutto nel maggio 2019, all'età di 19 anni, rilevando Esther González al 74' nell'amichevole vinta 4-0 con il Camerun, tuttavia il ct non la inserisce poi nella lista delle 23 calciatrici in partenza per il Mondiale.
Vilda inizia a convocarla con maggiore regolarità dal 2020, chiamandola in occasione delle qualificazioni all'Europeo di Inghilterra 2022, siglando la sua prima rete senior alla Moldavia, nella vittoria per 10-0 del 27 novembre di quell'anno, ripetendosi qualche mese più tardi segnando la nona rete spagnola nella vittoria per 13- sull'Azerbaigian. L'anno successivo viene convocata per il vittorioso mondiale disputato in Australia e Nuova Zelanda.

## Statistiche

### Cronologia presenze e reti in nazionale
| Cronologia completa delle presenze e delle reti in nazionale ― Spagna | Cronologia completa delle presenze e delle reti in nazionale ― Spagna | Cronologia completa delle presenze e delle reti in nazionale ― Spagna | Cronologia completa delle presenze e delle reti in nazionale ― Spagna | Cronologia completa delle presenze e delle reti in nazionale ― Spagna | Cronologia completa delle presenze e delle reti in nazionale ― Spagna | Cronologia completa delle presenze e delle reti in nazionale ― Spagna | Cronologia completa delle presenze e delle reti in nazionale ― Spagna |
| Data                                                                  | Città                                                                 | In casa                                                               | Risultato                                                             | Ospiti                                                                | Competizione                                                          | Reti                                                                  | Note                                                                  |
| --------------------------------------------------------------------- | --------------------------------------------------------------------- | --------------------------------------------------------------------- | --------------------------------------------------------------------- | --------------------------------------------------------------------- | --------------------------------------------------------------------- | --------------------------------------------------------------------- | --------------------------------------------------------------------- |
| 31-8-2019                                                             | Clermont-Ferrand                                                      | Francia                                                               | 2 – 0                                                                 | Spagna                                                                | Amichevole                                                            | -                                                                     | 46’                                                                   |
| 27-11-2020                                                            | Toledo                                                                | Spagna                                                                | 10 – 0                                                                | Moldavia                                                              | Qual. Euro 2022                                                       | 1                                                                     | 60’                                                                   |
| 18-2-2021                                                             | Baku                                                                  | Azerbaigian                                                           | 0 – 13                                                                | Spagna                                                                | Qual. Euro 2022                                                       | 1                                                                     | 68’                                                                   |
| 23-2-2021                                                             | Getafe                                                                | Spagna                                                                | 3 – 0                                                                 | Polonia                                                               | Amichevole                                                            | -                                                                     | 77’                                                                   |
| 16-2-2023                                                             | Gosford                                                               | Spagna                                                                | 3 – 0                                                                 | Giamaica                                                              | Amichevole                                                            | -                                                                     | 46’                                                                   |
| 6-4-2023                                                              | Madrid                                                                | Spagna                                                                | 4 – 2                                                                 | Norvegia                                                              | Amichevole                                                            | -                                                                     | 57’                                                                   |
| 11-4-2023                                                             | Ibiza                                                                 | Spagna                                                                | 3 – 0                                                                 | Cina                                                                  | Amichevole                                                            | -                                                                     | 58’                                                                   |
| 29-6-2023                                                             | Avilés                                                                | Spagna                                                                | 7 – 0                                                                 | Panama                                                                | Amichevole                                                            | 1                                                                     |                                                                       |
| 26-7-2023                                                             | Auckland                                                              | Spagna                                                                | 5 – 0                                                                 | Zambia                                                                | Mondiali 2023 - 1º turno                                              | -                                                                     | 46’                                                                   |
| 31-7-2023                                                             | Wellington                                                            | Giappone                                                              | 4 – 0                                                                 | Spagna                                                                | Mondiali 2023 - 1º turno                                              | -                                                                     | 62’                                                                   |
| 5-8-2023                                                              | Auckland                                                              | Svizzera                                                              | 1 – 5                                                                 | Spagna                                                                | Mondiali 2023 - Ottavi di finale                                      | -                                                                     | 64’                                                                   |
| 11-8-2023                                                             | Wellington                                                            | Spagna                                                                | 2 – 1                                                                 | Paesi Bassi                                                           | Mondiali 2023 - Quarti di finale                                      | -                                                                     | 100’                                                                  |
| 15-8-2023                                                             | Auckland                                                              | Spagna                                                                | 2 – 1                                                                 | Svezia                                                                | Mondiali 2023 - Semifinale                                            | -                                                                     | 73’                                                                   |
| 22-9-2023                                                             | Göteborg                                                              | Svezia                                                                | 2 – 3                                                                 | Spagna                                                                | UEFA Women's Nations League 2023-2024 - 1º turno                      | 1                                                                     | 71’                                                                   |
| 26-9-2023                                                             | Cordova                                                               | Spagna                                                                | 5 – 0                                                                 | Svizzera                                                              | UEFA Women's Nations League 2023-2024 - 1º turno                      | -                                                                     | 46’                                                                   |
| 5-12-2023                                                             | Malaga                                                                | Spagna                                                                | 5 – 3                                                                 | Svezia                                                                | UEFA Women's Nations League 2023-2024 - 1º turno                      | -                                                                     | 69’                                                                   |
| 23-2-2024                                                             | Badajoz                                                               | Spagna                                                                | 3 – 0                                                                 | Paesi Bassi                                                           | UEFA Women's Nations League 2023-2024 - Semifinale                    | -                                                                     | 83’                                                                   |
| 28-2-2024                                                             | Siviglia                                                              | Spagna                                                                | 2 – 0                                                                 | Francia                                                               | UEFA Women's Nations League 2023-2024 - Finale                        | -                                                                     | 73’                                                                   |
| 9-4-2024                                                              | Burgos                                                                | Spagna                                                                | 3 – 1                                                                 | Rep. Ceca                                                             | Qual. Euro 2025                                                       | -                                                                     | 46’                                                                   |
| 4-6-2024                                                              | Tenerife                                                              | Spagna                                                                | 3 – 2                                                                 | Danimarca                                                             | Qual. Euro 2025                                                       | -                                                                     | 46’                                                                   |
| 12-7-2024                                                             | Chomutov                                                              | Rep. Ceca                                                             | 2 – 1                                                                 | Spagna                                                                | Qual. Euro 2025                                                       | -                                                                     | 46’                                                                   |
| 16-7-2024                                                             | La Coruna                                                             | Spagna                                                                | 2 – 0                                                                 | Belgio                                                                | Qual. Euro 2025                                                       | -                                                                     | 61’                                                                   |
| 31-7-2024                                                             | Bordeaux                                                              | Brasile                                                               | 0 – 2                                                                 | Spagna                                                                | Olimpiadi 2024 - 1º turno                                             | -                                                                     | 46’                                                                   |
| 3-8-2024                                                              | Lione                                                                 | Spagna                                                                | 2 – 2 dts (4 – 2 dtr)                                                 | Colombia                                                              | Olimpiadi 2024 - Quarti di finale                                     | -                                                                     | 79’                                                                   |
| 6-8-2024                                                              | Marsiglia                                                             | Brasile                                                               | 4 – 2                                                                 | Spagna                                                                | Olimpiadi 2024 - Semifinale                                           | -                                                                     | 46’                                                                   |
| Totale                                                                |                                                                       | Presenze                                                              | 25                                                                    |                                                                       | Reti                                                                  | 4                                                                     |                                                                       |

## Palmarès

### Nazionale
- Campionato mondiale under 17: 1

2018
- Campionato d'Europa under 17: 1

2018
- Campionato mondiale: 1

2023
- UEFA Women's Nations League: 1

2023-2024